# Saint-Pons-de-Mauchiens

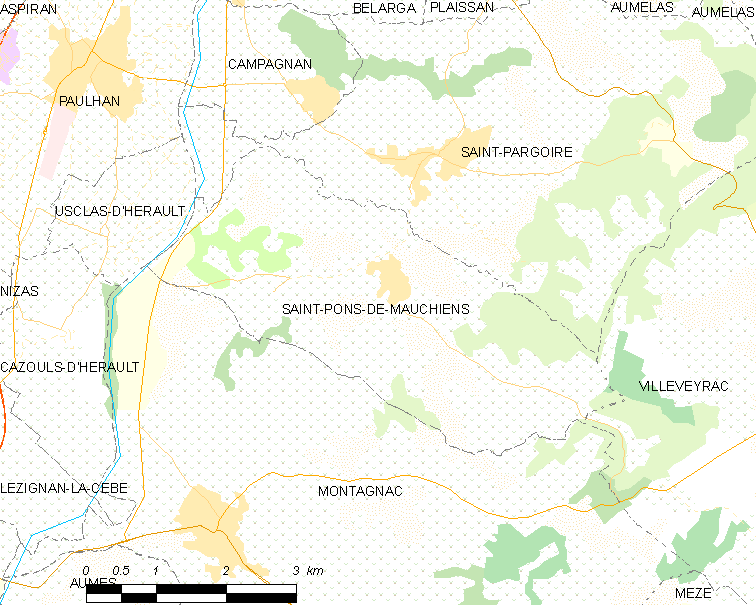
Mapa

 Saint-Pons-de-Mauchiens  es una población y comuna francesa, situada en la región de Occitania, departamento de Hérault, en el distrito de Béziers y cantón de Mèze.

## Demografía
| 523 | 511 | 416 | 411 | 399 | 513 | 662 |
| Para los censos de 1962 a 1999 la población legal corresponde a la población sin duplicidades (Fuente: INSEE [Consultar]) |     |     |     |     |     |     |